# 황교진
황교진(1977년 ~ )은 대한민국의 예능 프로듀서이다.

## 참여 작품
- 2017-2018년 이방인 (연출)
- 2020년 갬성캠핑 (기획)